# Las formas elementales de la vida religiosa
Las formas elementales de la vida religiosa (en francés Les formes élémentaires de la vie religieuse), es un libro del célebre sociólogo francés Émile Durkheim publicado en 1912. La obra analiza la religión como un fenómeno social y atribuye su origen a la seguridad emocional alcanzada por el individuo en la convivencia con la sociedad.
Durkheim encuentra que la esencia de la religión es la idea de lo sagrado. Este concepto es el único que se repite en todas las religiones. Por ejemplo, el totemismo se basaba en que los seres humanos vinculaban sus sentimientos con objetos inanimados de su entorno, a los que atribuían poderes sobrehumanos. Otros casos examinados por el libro son las danzas de la lluvia de los indios pueblo, los aborígenes australianos y las alucinaciones inducidas por psicofármacos.